# Jadransko more
Jadransko more ogranak je Sredozemnoga mora koji odvaja Apeninski poluotok od Jugoistočne Europe te Apeninsko od Dinarskoga gorja. Jadran je najsjeverniji rukavac Sredozemlja koje se s njim spaja preko Otrantskih vrata (morski prolaz između Jadranskog i Jonskog mora). Države na obalama Jadranskog mora jesu: Albanija, Bosna i Hercegovina, Crna Gora, Hrvatska, Italija i Slovenija. U Jadranu se nalazi preko 1300 otoka, većinom smještenih na istočnoj strani, to jest na hrvatskoj obali. Dijeli se na dva bazena: sjeverni koji je plići i južni koji je dublji s najvećom dubinom od 1233 metra. Morske struje putuju u smjeru obrnutom od kazaljke na satu ulazeći kroz Otrantska vrata uz istočnu obalu mora i vraćajući se uz zapadnu (talijansku) obalu. Morske mijene nisu pretjerano izražene iako se povremeno mogu dogoditi veće razlike u njihovim amplitudama. Slanost Jadrana manja je od Sredozemnoga zato što tekućice u Jadranskom slivu čine trećinu pritoka Sredozemnog mora. Površinska temperatura mora varira od 24 °C ljeti do 7 °C zimi.
More leži na Jadranskoj mikroploči koja se u Mezozoiku odvojila od Afričke ploče. Kretanje ploče i sudar s Euroazijskom pločom znatno su utjecali na uzdizanje okolnih planinskih lanaca. U Jadranu su nađene sve vrste sedimenata koje je najvećim dijelom donijela rijeka Po, najveća rijeka u Jadranskom porječju. Zapadna je obala aluvijalna ili terasasta, a istočna je vrlo razvedena i krška. Na Jadranu je mnogo zaštićenih područja kako bi se zaštitila bioraznolikost u kršu. More obiluje florom i faunom, u njemu obitava više od 7000 vrsta od kojih su mnoge rijetke, endemske i ugrožene.
Jadransku obalu nastanjuje preko 3,5 milijuna ljudi. Najveći su gradovi Bari, Venecija, Trst, Rijeka i Split. Najstariji stanovnici jadranske obale bili su Etruščani i razna italska plemena, Iliri te Grci. Do 2. stoljeća pr. Kr. obala je bila pod kontrolom Rimske Republike. U Srednjem vijeku Jadransku su obalu i more kontrolirale razne države od kojih su najznačajnije bile Bizantsko Carstvo, Mletačka Republika, Habsburška Monarhija i Osmansko Carstvo. Nakon ujedinjenja Italije Kraljevina Italija imala je velike pretenzije na kontrolu istočne obale, a time i cijeloga Jadrana koje su trajale cijelo 20. stoljeće. Nakon Prvoga svjetskog rata te raspada Austro-Ugarske i Osmanskog Carstva na istočnoj obali nastale su dvije nove države: Kraljevina Jugoslavija i Albanija. Nakon odvajanja jugoslavenskih saveznih republika pomorske i teritorijalne granice prenijele su se na novoosnovane države.
Glavne djelatnosti uz obalu su ribarstvo i turizam. Hrvatski i crnogorski turizam gospodarski su najbrže rastući u regiji. Pomorski prijevoz također je vrlo važna djelatnost, a na obali Jadranskog mora postoji 19 većih pomorskih luka kroz koje godišnje prođe preko milijun tona robe. Najveća jadranske pomorske luke za prijevoz tereta jesu Venecija, Trst, Kopar i Rijeka, a venecijanska i splitska luka najveće su putničke luke.

## Hidrografija
Jadransko je more poluzatvoreno more, omeđeno s jugozapada Apeninskim poluotokom, sa sjeverozapada talijanskim regijama Veneto i Furlanija-Julijska krajina, a na sjeveru i istoku sa Slovenijom, Hrvatskom, Bosnom i Hercegovinom, Crnom Gorom i Albanijom. Na jugu se spaja s Jonskim morem, a dijele ih 72 km široka Otrantska vrata. Međunarodna hidrografska organizacija (eng. International Hydrographic Organization, IHO) određuje granicu između Jadranskog i Jonskog mora kao crtu koja spaja ušće rijeke Butrint u Albaniji s rtom Karagol na otoku Krfu, preko rta Kephali do rta Santa Maria di Leuca na Apeninskom poluotoku. More se proteže u duljini od oko 800 km od sjevera prema jugu, te na oko 200 km širine od istoka do zapada. Pokriva površinu od oko 138 600 četvornih kilometara i obujma je 35 000 kubičnih kilometara. Jadran se proteže prema sjeveru od 40° do 45° 47' predstavljajući najsjeverniju točku Sredozemnog mora. Geografski je podijeljeno na Sjeverni, Srednji i Južni Jadran. Porječje Jadranskoga mora obuhvaća površinu od 235 000 četvornih kilometara, pri čemu je omjer kopna i mora 1:8. Prosječna nadmorska visina porječja je 782 metra, sa srednjim nagibom od 12,1°. Glavne rijeke koje se ulijevaju u Jadran su Po, Neretva, Soča, Krka, Drim, Bojana i Vjosa. Krajem 19. stoljeća, Austro-Ugarska Monarhija osnovala je geodetsku mrežu s mjerenjem nadmorske visine koristeći srednju razinu Jadranskog mora u luci Sartorio u Trstu. Mjerenja je zadržala Austrija, koje je kasnije prihvatila Jugoslavija i naposljetku su prenesena na države nastale njezinim raspadom.
| Duljina Jadranske obale u kilometrima                                                                           | Duljina Jadranske obale u kilometrima | Duljina Jadranske obale u kilometrima | Duljina Jadranske obale u kilometrima | Duljina Jadranske obale u kilometrima |
| Država | Kopno                                 | Otoci                                 | Ukupno                                | Zračna linijaa                        |
| --- | ------------------------------------- | ------------------------------------- | ------------------------------------- | ------------------------------------- |
| Hrvatska | 1777,3                                | 4058                                  | 5835,3                                | 526                                   |
| Italija | 1249                                  | 23b                                   | 1272                                  | 926                                   |
| Albanija | 396                                   | 10                                    | 406                                   | 265                                   |
| Crna Gora | 249                                   | 11                                    | 260                                   | 92                                    |
| Slovenija | 46,6                                  | 0                                     | 46,6                                  | 17                                    |
| Bosna i Hercegovina                                                                                             | 21,2                                  | 0                                     | 21,2                                  | 10,5                                  |
| Ukupno | 3739,1                                | 4102                                  | 7841,1                                | 1836,5                                |
| Napomene: a Udaljenost između najudaljenijih točaka obale svake države, b Ne uključuje otoke u obalnim lagunama |                                       |                                       |                                       |                                       |

U Jadranskom moru leži više od 1300 otoka i otočića, od kojih se velika većina nalazi na istočnoj obali, osobito na hrvatskom dijelu obale s 1246 otoka, čime je ona jedna od najrazvedenijih obala na svijetu. Broj uključuje otoke, otočiće, stijene i hridi svih veličina, ubrajajući i one koji se vide samo u vrijeme trajanja oseke. Hrvatski otoci Krk i Cres najveći su u Jadranskom moru, oba pokrivaju područje od oko 405,78 četvornih kilometara. Najviši otok na Jadranu je Brač, čiji najviši vrh doseže 780 metara nadmorske visine. Otoci Cres i Lošinj odvojeni su samo uskim plovnim kanalom iskopanim u antičko doba. Originalni cijeli otok je kod Starih Grka bio znan kao "Apsyrtides". Od mnogo hrvatskih otoka, 48 je stalno naseljenih, a najviše stanovnika imaju Krk i Korčula. Za razliku od vrlo razvedene istočne, otoci uz zapadnu obalu su brojčano i veličinom manji. Najpoznatija je  skupina od 117 otoka na kojima leži grad Venecija. Sjeverna obala grčkog otoka Krfa prema IHO-u također leži u Jadranskom moru. IHO-ove su granice u Jadran smjestile i par manjih grčkih otoka koji se nalaze sjevernije od Krfa.

### Batimetrija
Prosječna dubina Jadrana je 252,5 metara, a njegova maksimalna dubina je 1233 metra. Međutim, Sjeverni Jadran rijetko je dublji od 100 metara. Sjeverni Jadran, koji se prostire između Venecije i Trsta do linije koja povezuje Anconu i Zadar, je na svojem najsjevernijem dijelu dubok samo 15 metara, dok se postupno ta dubina povećava prema jugu. Srednji Jadran se prostire južnije od linije Ancona-Zadar, s 270 metara dubokom Srednjejadranskom jamom. Na jugu Srednjeg Jadrana nalazi se 170 metara duboki Palagruški prag, koji odvaja Srednji od 1200 metara duboke depresije u Južnom Jadranu. Dalje prema jugu, morsko se dno uzdiže do 780 metara dubokog Otrantskog praga na granici Jadranskoga i Jonskoga mora. Južni Jadran je po mnogočemu sličan sjevernom dijelu Jonskog mora. Poprečno, Jadransko more je asimetrično kao i Jonsko. Obala Apeninskog poluotoka relativno j e slabo razvedena s vrlo malo otoka. Kao kontrast, obala Balkanskog poluotoka vrlo je razvedena s mnogo otoka, osobito u Hrvatskoj. Na razvedenost obale utjecali su Dinaridi koji su vrlo blizu obale, dok su Apenini mnogo dalje od obalne crte.

### Hidrologija
Dinamiku priobalnih voda najviše određuje asimetrična obala i protok vode iz Mediterana kroz Otrantska vrata uz istočnu obalu. "Glatka" talijanska obala (s vrlo malo izbočenja i otoka) omogućava mirni protok Zapadnojadranske struje, koju čini površinska relativno svježa vodena masa i dublja hladna i gusta vodena masa. Obalne struje na suprotnoj obali mnogo su složenije zbog krševite obale, mnogo otoka i blizine Dinarida. Blizina Dinarida uzrok je značajnih temperaturnih promjena između mora i zaleđa, što dovodi do pojave bure. Razlike između morskih mijena su blage, najčešće manje od 30 centimetara.
Normalne visine plime i oseke se mogu značajno povećati, što dovodi do plavljenja obale; ovaj je fenomen najpoznatiji u Italiji, osobito gradu Veneciji. Takve promjene mogu povećati normalne razine mora za više od 140 cm, a najviša visina plime od 194 cm je izmjerena 4. studenoga 1966. godine. Takvo drastično povećanje amplitude plime uzrokuje kombinacija nekoliko čimbenika, poputi položaaj Sunca i Mjeseca, meteoroloških faktora kao olujni udari juga i geometrijski oblik uvale (koji smanjuje ili povećava astronomski faktor). Nadalje, oblik Jadranskog mora koje je izduženo i usko uzrok je oscilacija u kretanju vode uz glavne osi bazena. Na posljetku, Venecija je najugroženija takvim poplavama zbog slijeganja obalnog tla čime ona "tone" sve niže. Neobično visoke plime zabilježene su i drugdje na Jadranu, primjerice u Kopru, Zadru i Šibeniku.
Procjenjuje se da se cijeli volumen Jadrana izmjeni kroz Otrantska vrata za 3,4 ± 0,4 godine, što je vrlo kratko razdoblje (za usporedbu, oko 500 godina potrebno je da se izmjeni sva voda u Crnom moru). Ovako kratko razdoblje iznimno je važno zbog istjeka rijeka u Jadransko more koji iznosi do 5700 m3/s. Ova brzina istjeka iznosi 0,5 % ukupnog volumena Jadrana, ili sloj od 1,3 metra slatke vode svake godine. Najveći doprinos pritoka ima rijeka Po (28 %), s prosječnim istjekom od 1569 m3/s. Ako gledamo najveće pritoke u Mediteranu, rijeka Po je na drugom mjestu, a prate ju Neretva i Drin koje su na trećem i četvrtom. Značajne pritoke slatke vode čine i podzemne tekućice koje izviru pod vodom - vrulje. Procjenjuje se da se kroz podzemne vode slije više od 29 % ukupnog pritoka slatke vode u Jadranu. U podzemne izvore ubrajaju i termalni izvori, koji su otkriveni u blizini grada Izola. Termalna voda bogata je sumporovodikom, temperature od 22 od 29,6 °C i omogućava razvoj specifičnog ekosustava. Jadransko porječje čini trećinu ukupnog volumena dotoka slatke vode u Sredozemnom moru.

### Temperatura i slanost
Temperature na površini Jadrana ljeti su od 22 do 24 °C ili 12 do 14 °C zimi ako izuzmemo sjeverni dio Jadrana u kojem se temperatura zimi spušta do 9 °C. Sezonske temperaturne razlike javljaju se kao longitudinalni gradijent u Sjevernom Jadranu i transverzalni gradijent u Srednjem i Južnom Jadranu zbog geografskih karakteristika mora; pliće je i bliže obali (izduženog oblika). Tijekom posebno hladnih zima, more se na nekim plićim mjestima može zalediti, osobito u Venecijanskoj laguni, ali bilo je takvih slučajeva i mnogo južnije kod grada Tisno. Južni Jadran zimi je topliji 8 °C do 10 °C od sjevernijih područja. Razlike u slanosti mora također su prisutne i variraju između 38 i 39 promila. Južni Jadran nešto je slaniji zbog dotoka slanije vode iz istočnog Sredozemlja.

### Klima
Kao i kod većine područja na Sredozemlju, Jadransko more i kopnene mase koje ga okružuju imaju sredozemnu klimu, vrstu suptropske klime. Budući da se more nalazi na srednjim geografskim dužinama, ima promjenjivu sezonsku klimu. Ljeta su topla do vruća i suha, a zime su blage do hladne i kišovite. Godišnja prosječna temperatura zraka mijenja se u opsegu od oko 20 °C. Prema Köppenovoj klasifikaciji klime Južni i Srednji Jadran klasificiran je da ima sredozemnu klimu s vrućim ljetima (Csa), a sjeverni dio Jadrana da ima vlažnu suptropsku klimu (Cfa). Dominantni vjetrovi zimi su jugo i bura. Bura puše kroz klance i prijevoje na Dinaridima i donosi hladan i suhi zrak s kontinenta. Najveće brzine dostiže u područjima Trsta, Senja i Splita, s naletima vjetra koji dostižu brzine do 180 km/h. Jugo donosi vlažan i topao zrak i često sa sobom nosi pijesak iz Sahare čime uzrokuje prljave kiše.
| Klimatske karakteristike nekih većih gradova na Jadranu | Klimatske karakteristike nekih većih gradova na Jadranu | Klimatske karakteristike nekih većih gradova na Jadranu | Klimatske karakteristike nekih većih gradova na Jadranu | Klimatske karakteristike nekih većih gradova na Jadranu | Klimatske karakteristike nekih većih gradova na Jadranu | Klimatske karakteristike nekih većih gradova na Jadranu |
| Grad                                                    | Srednja temperatura (dnevni maksimum)                   | Srednja temperatura (dnevni maksimum)                   | Srednja količina padalina (kišni dani)                  | Srednja količina padalina (kišni dani)                  | Srednja količina padalina (kišni dani)                  | Srednja količina padalina (kišni dani)                  |
| Grad                                                    | siječanj                                                | srpanj                                                  | siječanj                                                | siječanj                                                | srpanj                                                  | srpanj                                                  |
| Grad                                                    | °C                                                      | °C                                                      | mm                                                      | dana                                                    | mm                                                      | dana                                                    |
| ------------------------------------------------------- | ------------------------------------------------------- | ------------------------------------------------------- | ------------------------------------------------------- | ------------------------------------------------------- | ------------------------------------------------------- | ------------------------------------------------------- |
| Bari                                                    | 12,1                                                    | 28,4                                                    | 50,8                                                    | 7,3                                                     | 27,0                                                    | 2,6                                                     |
| Dubrovnik                                               | 12,2                                                    | 28,3                                                    | 95,2                                                    | 11,2                                                    | 24,1                                                    | 4,4                                                     |
| Rijeka                                                  | 8,7                                                     | 27,7                                                    | 134,9                                                   | 11,0                                                    | 82,0                                                    | 9,1                                                     |
| Split                                                   | 10,2                                                    | 29,8                                                    | 77,9                                                    | 11,1                                                    | 27,6                                                    | 5,6                                                     |
| Venecija                                                | 5,8                                                     | 27,5                                                    | 58,1                                                    | 6,7                                                     | 63,1                                                    | 5,7                                                     |
| Izvor: Svjetska meteorološka organizacija               |                                                         |                                                         |                                                         |                                                         |                                                         |                                                         |

### Naseljenost
Na obalama i otocima Jadranskog mora nalazi se mnogo manjih naselja i samo nekoliko većih gradova. Među najvećima su talijanski Bari, Venecija, Trst, Ravenna i Rimini, hrvatski Split, Rijeka i Zadar, albanski Drač i Valona i slovenski Kopar. Ukupno na Jadranskim obalama živi oko 3,5 milijuna ljudi.

## Upravljanje obalom
Grad Venecija sagrađen je na skupini otoka koji se nalaze uz obalu i u opasnosti je zbog slijeganja sedimenta, a ista opasnost je prisutna u delti rijeke Po. Slijeganje uzrokuje voda koje odnosi sa sobom sedimentno tlo, a učinak se pojačava iskapanjem pijeska za industriju, korištenjem vode za poljoprivredu i crpljenjem podzemnih izvora vode.
Slijeganje Venecije usporeno je nakon odluke donesene 1960-ih da se zabrane arteški bunari, ali je grad i dalje bio u opasnosti od potapanja za vrijeme većih plima. Nedavno provedene studije pokazuju da grad više ne tone, ali unatoč tome i dalje je spreman za hitne obrane od poplava. Bivši talijanski premijer Silvio Berlusconi je u svibnju 2003. predstavio projekt MOSE (tal. modulo sperimentale elettromeccanico, u prijevodu eksperimentalni elektromehanički modul) koji bi trebao u budućnosti čuvati grad od poplava. Prijedlog projekta je da se položi 79 pokretnih pontona duž morskog dna na trima ulazima u Venecijansku lagunu. Kada razina plime prijeđe 110 cm, pontoni se napune zrakom tvoreći branu i blokirali nadolazeći plimni val s Jadranskog mora.

## Geologija
Geofizičke i geološke informacije pokazuju da su Jadransko more i dolina rijeke Po dio litosferne ploče nazvane Jadranska mikroploča. Pretpostavlja se da se ta ploča odvojila od Afičke ploče u Mezozoiku. Odvajanje je počelo tokom srednjeg i kasnijeg trijasa, kada je i počelo taloženje vapnenca. Između stadija norik i gornje krede stvorio se debeli niz karbonatnih sedimenata (dolomita i vapnenca) dubok gotovo 8 kilometara, koji tvori takozvanu jadransku karbonatnu platformu. Ostaci te platforme mogu se naći u Jadranskom moru i okolnom mladom nabranom gorju (Južne Alpe i Dinaridi). Tokom eocena i ranog oligocena, ploča se pomaknula na sjever i sjeveroistok i zajedno s Afričkom i Euroazijskom pločom imala je utjecaja na Alpsku orogenezu tokom koje su uzdignuti Dinaridi i Alpe. U kasnijem oligocenu, kretanje ploče okrenulo se i zajedno s Euroazijskom pločom sudjelovalo u Apeninskoj oregenezi tijekom koje je uzdignut Apeninski poluotok i gorski masiv Apenini. Neprekinuti obruč povećane seizmičke aktivnosti u Jadranu, zajedno s obručem navlaka (rasjed), orijentiranog linijom sjeveroistok-jugozapad i identičnom orijentacijom Apenina i Dinarida pokazuje da se ploča okreće suprotno od kazaljke na satu. Aktivni rasjed dužine 200 km nalazi se sjeverozapadno od Dubrovnika, uzdižući Dalmatinske otoke kako se Jadranska mikroploča podvlači pod Euroazijsku. Nadalje, rasjed izaziva primicanje južnog vrha Apeninskog poluotoka prema Balkanskom poluotoku za oko 0,4 cm godišnje. Ako se ovakvo kretanje nastavi, Jadransko more će se zatvoriti za otprilike 50 do 70 milijuna godina. U Sjevernom Jadranu obala zapadne Istre i Tršćanskog zaljeva konstantno tone. U zadnje dvije stotine godina potonula je oko 1,5 metara. U srednjem Jadranskom bazenu, postoje dokazi o vulkanskoj aktivnosti tijekom razdoblja Perma oko Komiže na otoku Visu i vulkanskih otoka Jabuke i Brusnika. Potresi se u ovoj regiji bilježe od davnina. Nedavni jači potres jačine 7 po Richterovoj ljestvici pogodio je Crnu Goru 1979. godine. Od ostalih većih potresa, u povijesti su zapamćeni potres iz 1627. na poluotoku Gargano i veliki potres u Dubrovniku iz 1667., oba popraćena jakim cunamijem. U posljednjih 600 godina, cunamiji su se u Jadranu pojavili petnaestak puta.

### Naslage na morskom dnu
U Jadranu su pronađene razne vrste morskog taloga (sedimenta). Sjeverni Jadran je pretežito plitak i karakterističan je po pijesku iz vremena kada je razina vode bila niža i to je područje bilo obala. U predjelima dubljim od 100 metara, tipično je muljevito korito. Jadran je geomorfološki podijeljen na pet jedinica. "Sjeverni Jadran" (do dubine od 100 metara), "Sjeverni Jadran otočno područje" (veliki Kvarnerski otoci) je zaštićeno od taloženja sedimenata vanjskim otocima, "Srednji Jadran otočno područje" (veliki Dalmatinski otoci), "Srednji Jadran" (karakterizira ga srednjejadranska depresija) i "Južni Jadran" kojeg čini obalni sprud i južnojadranska depresija. Sedimenti nataloženi u Jadranu danas pretežito dolaze sa sjeverozapadne obale, a nanose ih rijeke Po, Reno, Adige, Brenta, Tagliamento, Piave i Soča. Količina sedimenata koje nose rijeke istočne obale, Rječina, Zrmanja, Krka, Cetina, Ombla, Dragonja, Mirna, Raša i Neretva je zanemariva, jer se ti sedimenti većinom talože na ušćima tih rijeka. Jadranska zapadna obala je aluvijalna i terasasta, dok je istočna obala većinom kamenita uz izuzetak najjužnijeg dijela u Albaniji koja ima pješčane uvale i stjenovite rtove.

### Obala
Istočna obala, osobito hrvatski dio je pored grčke obale najrazvedenija obalna linija na Sredozemlju. Većina istočne obale karakterizira krška topografija, razvijena vremenskim utjecajem na Jadransku karbonatnu platformu. Karstifikacija je započela nakon zadnjeg uzdizanja Dinarida u Oligocenu i u Miocenu tijekom kojeg su karbonatne stijene izložene atmosferskim prilikama. Utjecaju atmosfere bilo je izloženo i 120 metara obale koja se trenutno nalazi ispod površine mora, a činila je obalu tijekom zadnjeg ledenog doba. Procjenjuje se da su se neke krške formacije formirale u ranijim razdobljima niske razine mora, najviše tijekom Mesinske krize slaniteta. Krš se razvio i u Apuliji iz Apulijanske karbonatne platforme.
Najveći dio istočne obale sastoji se od karbonatnih stijena, dok je fliš uvelike prisutan u Tršćanskom zaljevu, osobito uz slovensku Istru gdje je 80 metara visoki Strunjanski klif najviša stijena na cijelom Jadranu i jedina takvog tipa na istočnom Jadranu. Fliš je prisutan i na Biokovu, a može se vidjeti i u Albaniji te na zapadnoj Jadranskoj obali.
Postoje izmjene pomorskog i aluvijalnog sedimenta u delti rijeke Po, na Jadranskoj sjeverozapadnoj obali i prema zapadu do Piacenze, koje datira iz razdoblja pleistocena kada je razina mora rasla i potopila dolinu. Rast razine mora nastupio je nakon zadnjeg ledenog doba, koje je uzdignulo Jadransko more prije otprilike 5500 godina. Od tada se delta rijeke Po širi. Od 1000. godine pr. Kr. do 1200. godine prosječno se širila oko 4 metra godišnje. U 12. stoljeću, delta se širila oko 25 metara godišnje. U 17. stoljeću, delta je postala okoliš kojim upravlja čovjek jer je počeo iskop umjetnih kanala. Od tada se kanalima i novim rukavcima delta rijeke širi po godišnjoj stopi od 50 metara. Osim već nabrojanih rijeka, u Jadran se samo iz Italije ulijeva više od 20 drugih rijeka, koje također tvore aluvijalnu obalu, uključujući lagune Venecije, Grada i Caorlea. Na istočnoj obali postoje manje aluvijalne ravnice u deltama rijeka Dragonje, Bojane i Neretve.

## Biogeografija i ekologija
Jadransko more ima jedinstveno vodno tijelo u odnosu na cjelokupnu biokemijsku fizionomiju. Proizvodi anorganske hranjive tvari, a uvozi čestice organskog ugljika i dušika kroz Otrantska vrata koja djeluju kao mjesto mineralizacije. Izmjena tvari je mnogo složenija zbog batimetrije mora; 75 % vode protječe kroz tjesnac i kruži oko Palagruškog praga i Sjeverni Jadran utječe tek na 3 – 4 % vode u Južnom Jadranu. To se reflektira na biogeografiju i ekologiju mora, osobito na sastav i osobine njegovog ekosustava. Glavne biogeografske jedinice su Sjeverni Jadran, Središnji Jadran i Južni Jadran.

### Flora i fauna
Jedinstvena priroda Jadrana bogata je endemima. U Jadranu je identificirano više od 7000 životinjskih i biljnih vrsta. Srednji Jadran najbogatiji je endemskim vrstama, s 535 identificiranih vrsta zelene, smeđe i crvene alge. Četiri od pet vrsta mediteranske morske trave pronađene su u Jadranu. Najčešće vrste su Cymodocea nodosa i Zostera noltii, dok su Zostera marina i Posidonia oceanica mnogo rjeđe.
Uzduž istočne obale pronađene su mnoge rijetke i zaštićene vrste. Razlog tome je čista i manje zagađena voda od one na zapadnoj obali, za što su zaslužne morske struje koje cirkuliraju u smjeru obrnutom od kazaljke na satu. Takav protok vode značajno doprinosi bioraznolikosti država na istočnoj obali. Dobri dupin je često viđen na istočnom akvatoriju, a nekad je hrvatska obala pružala utočište kritično ugroženoj sredozemnoj medvjedici i morskim kornjačama.
Sjeverni Jadran osobito je bogat ribljim endemskim vrstama. Oko trideset endemskih vrsta riba nađeno je u samo jednoj ili dvije države čije granice izlaze na Jadran. Razlog tome je krška morfologija obalne i podmorske topografije, uključujući nastanjena podvodna staništa, krških rijeka i područja oko vrulja. Poznato je 45 podvrsta, endema Jadranske obale i otoka. U Jadranu obitava oko 410 vrsta i podvrsta riba, predstavljajući približno 70 % mediteranske riblje svojte, s barem 7 vrsta koje žive samo u Jadranu. Zbog pretjeranog izlova ribe, oko 64 poznatih vrsta je pred izumiranjem. Samo mali djelić ribe nađene u Jadranu je došao procesom lesepsijske migracije i bijegom iz marikultura.

### Zaštićena područja
Bioraznolikost u Jadranu velika je i duž obale postoji nekoliko zaštićenih područja. U Italiji su to Miramare u Tršćanskom zaljevu (Sjeverni Jadran), Torre del Cerrano i otočje Tremiti u srednjejadranskom bazenu i Torre Guaceto u južnoj Apuliji. Zaštićeno područje Miramare uspostavljeno je 1986. godine i pokriva oko 30 hektara obale i 90 hektara mora. Područje obuhvaća 1,8 kilometara obalne linijeu blizini rta Miramare. Zaštićeno područje Torre del Cerrano osnovano je 2009., a prostire se 5,7 km (3 nautičke milje) od obale prema pučini uz 7 km dugu obalnu crtu. Različite zone zaštićenog područja pokrivaju područje od 37 km2 površine mora. Otočje Tremiti zaštićeno je od 1989., dok su sami otoci dio Nacionalnog parka Gargano. Zaštićeno područje Torre Guaceto, koje se nalazi blizu Brindisija i Carovinga, pokriva područje od 2227 hektara i u blizini Državni rezervat Torre Guaceto koji pokriva 1114 hektara obale i dijeli 8 kilometara obalne linije sa zaštićenim područjem mora. Nadalje na talijanskoj Jadranskoj obali nalazi se 10 međunarodno važnih močvarnih područja zaštićenih Ramsarskom konvencijom.
Nacionalni park Brijuni obuhvaća 743,3 hektara arhipelaga i 2651,7 hektara okolnog mora. Proglašen je nacionalnim parkom 1999. godine. Limski zaljev je 10 kilometarski rijas rijeke Pazinčice. U slovenskom dijelu Istre, morska i obalna zaštićena prirodna područja jesu Park prirode Sečovlje Salina, Park prirode Strunjan, Prirodni rezervat Škocjan Inlet i spomenici prirode Debeli Rtič, Cape Madona i Jezera Fiesa. Park prirode Sečovlje Salina osnovan je 1990. i pokriva 721 hektar, te obuhvaća četiri prirodna rezervata. Godine 1993., područje je zaštićeno Ramsarskom konvencijom i od međunarodnog je značaja za vrste ptica močvarica. Park prirode Strunjan osnovan je 2004., pokriva 429 hektara i sadrži dva prirodna rezervata. U sastavu parka nalazi se i 4 km dugi klif, najsjeverniju mediteransku solanu i jedini slovenski sustav laguna. Ujedno je i najsjevernija točka na kojoj se uzgajaju neke mediteranske biljke. Prirodni rezervat Škocjan Inlet osnovan je 1998. i pokriva 122 hektara. Spomenik prirode Debeli Rtič obuhvaća 24 hektara, Spomenik prirode Cape Madona 12 hektara, i Spomenik prirode Jezera Fiesa 2,1 hektar, kao jedino obalno boćato jezero u Sloveniji.
U Hrvatskoj je sedam zaštićenih područja: pored navedenih Brijuna i Limskog zaljeva u hrvatskom dijelu Istre, u Dalmaciji su: Kornati i Telašćica u srednjejadranskom bazenu, blizu Šibenika, te Lastovsko otočje, Malostonski zaljev i otok Mljet u južnoj Dalmaciji.
 

Nacionalni park Kornati utemeljen je 1980. i prostire se na 220 k, uključujući 89 otoka i hridi. Morski okoliš 
obuhvaća tri četvrtine ukupne površine parka, dok ukupna duljina obale iznosi 238 km. Nacionalni park Telašćica nalazi se na Dugom otoku i osnovan je 1998. godine. Park pokriva 69 km obalne linije, 22,95 km2 kopna i 44,55 km2 mora. Malostonski zaljev je na granici između Hrvatske i Bosne i Hercegovine, sjevernije od poluotoka Pelješca i obuhvaća 48 km2 morskog područja. Park prirode Lastovsko otočje je utemeljen 2006. i sadrži 44 otoka i hridi, 55 km2 kopna i 143 km2 mora. Nacionalni park Mljet utemeljen je 1960. i pokriva površinu od 24 km2. Ramsarskom konvencijom zaštićena je delta Neretve kao značajno međunarodno močvarno područje.
Albanija je 2010. osnovala svoje prvo zaštićeno morsko područje, Nacionalni park Karaburun-Sazan na poluotoku Karaburun, gdje se spajaju Jadransko i Jonsko more. Park pokriva ukupno 12570 hektara površine. Planirana su još dva zaštićena morska područja, Rt Rodon i Porto Palermo. U Albaniji su i dva močvarna rezervata zaštićena Ramsarskom konvencijom: laguna Karavasta i Butrint. Bosna i Hercegovina i Crna Gora nemaju planove za uspostavom ikakvih zaštićenih područja.

### Zagađenje
Ekosustav Jadranskog mora je pod stalnom prijetnjom prekomjernog unosa hranjivih tvari putem drenaža s poljoprivrednih zemljišta i otpadnih voda gradova na obali, ali i iz rijeka, osobito rijeke Po. Venecija je najznačajniji primjer zagađenja obalnih voda Jadrana, gdje brodovi, polja, tvornice i otpadne vode pridonose zagađenju mora. Rizik predstavljaju i balastne vode koje ispuštaju brodovi, osobito tankeri. No, s obzirom da većina tereta i gotovo svi tankeri dolaze s teretom, a ne odlaze s teretom, rizik od balastnih voda ostaje minimalan. Međutim, predloženi terminali za izvoz nafte kritizirani su prvenstveno zbog toga. Glavnu prijetnju predstavlja izlijevanje nafte u more koje bi ozbiljno ugrozilo okoliš i nanijelo štetu turizmu i ribarstvu. Procijenjeno je da ako se dogodi veći izljev nafte, samo u Hrvatskoj bi gotovo milijun ljudi ostalo bez prihoda. Dodatni rizik predstavljaju rafinerije nafte na delti rijeke Po gdje su se izljevi nafte događali u prošlosti, srećom bez značajnijih posljedica po okoliš. Od 2006. Italija razmatra izgradnju terminala za ukapljeni zemni plin u Tršćanskom zaljevu, zajedno s plinovodom u neposrednoj blizini granice sa Slovenijom. Slovenska vlada, okolne općine i gradovi izrazili su zabrinutost zbog utjecaja tog terminala na okoliš, promet i turizam.
Još jedan izvor zagađenja u Jadranu je kruti otpad. Jugo i morske struje znaju nositi sa sobom velike količine krutog otpada, najčešće plastike. Na onečišćenje zraka u Jadranu najviše utječu velika industrijska sjedišta u porječju rijeke Po i velikih industrijskih gradova uz obalu.
Italija i SFRJ su 1977. uspostavile zajedničku komisiju za zaštitu od onečišćenja Jadrana. Organizacija je nakon raspada SFRJ prenesena na Sloveniju, Hrvatsku i Crnu Goru. Buduća onečišćenja predviđena su i napravljena je analiza najugroženijih dijelova koja će se sanirati uz pomoć regionalnih projekata i Svjetske banke. Prepoznato je 27 "vrućih točaka" do 2011. godine, od kojih šest zahtijevaju brzu reakciju.

## Etimologija
Porijeklo imena Adriatico (Jadran) povezano je s etruščanskim naseljem Adria, koja najvjerojatnije potječe od ilirskog adur što znači voda ili more. U Antici je more bilo znano kao Mare Adriaticum (Mare Hadriaticum, katkada pojednostavljeno na Adria) ili rjeđe Mare Superum (gornje more). Ova dva pojma nisu sinonimi. Mare Adriaticum odnosi se općenito na područje Jadranskoga mora i proteže se od Venecijanskog zaljeva do Otrantskih vrata. Granice su malo striktnije definirali rimski autori. Rani grčki izvori postavili su granice između Jadranskog i Jonskog mora na više točaka, od Venecijanskog zaljeva do južnog vrha otoka Peleponeza, istočne obale Sicilije i Zapadne obale Krete. Mare Superum u definiciji je obuhvaćalo sadašnje granice Jadrana i more južno od Apeninskoga poluotoka, sve do Sicilijanskoga prolaza. Još jedno ime korišteno u to vrijeme je Mare Dalmaticum, koje se odnosilo na more uz obalu rimske provincije Dalmacije i Ilirik.

## Državne granice
Italija i Jugoslavija su 1968. dogovorile granice na Jadranu, s dodatnim sporazumom potpisanim 1975. koji se odnosio na pitanje Tršćanskog zaljeva. Granica dogovorena 1968. proteže se na 654 kilometra i sastoji se od 43 točke. Te točke povezane su ravnim linijama ili kružnim segmentima. Granice dogovorene 1975. sadrže dodatnih 5 točaka, koje se nastavljaju na završnu točku određenu 1968. godine. Sve države nastale raspadom SFRJ prihvatile su te sporazume. Na najjužnijem dijelu Jadrana granice nisu određene zbog izbjegavanja određivanja točke dodira dviju granica s albanskom. SFRJ, Albanija i Italija su teritorijalnim vodama definirale pojas 15 km od kopna, ali je ta udaljenost 1970-ih smanjena na međunarodno standardnih 12 km. Italija i Albanija su dogovorile svoje morske granice 1992. po principu ekvidistance. Prema konvenciji UN-a o zakonima na moru Jadransko more je definirano kao zatvoreno ili poluzatvoreno more.

### Jadranska Euroregija
Jadraska Euroregija utemeljena je u Puli 2006. kako bi se promicala regionalna suradnja na obalama Jadranskog mora i služila kao pomoć u rješavanju problema u regiji. Jadranska Euroregija sastoji se od 23 regije: Apulija, Molise, Abruzzo, Marche, Emilia-Romagna, Veneto i Friuli-Venezia Giulia u Italiji; slovenska Istra (obala); Istarska, Primorsko-goranska, Ličko-senjska, Zadarska, Splitsko-dalmatinska i Dubrovačko-neretvanska županija u Hrvatskoj; Hercegovačko-neretvanska županija u Bosni i Hercegovini; općine Kotor i Tivat u Crnoj Gori; okruge Fier, Valona, Tiran, Skadar, Drač i Lješ u Albaniji te grčke prefekture Tesprocija i Krf.

### Sporovi
Granice republika unutar bivše SFRJ određene su odlukom AVNOJ-a 1943. i 1945. godine, ali stroge granice nisu bile dogovorene među novonastalim državama, dok morske granice u SFRJ uopće nisu bile definirane. Primjerice pomorska granica između Albanije i Crne Gore nije bila dogovorena prije 1990-ih.
Hrvatska i Slovenija započele su pregovore oko dogovaranja pomorske granice u Savudrijskoj vali 1992. Unatoč završetku arbitraže, granični spor je i dalje u tijeku. Obje su zemlje proglasile svoje ekonomske zone u tom području i one se djelomično poklapaju. Pristupni pregovori Hrvatske za ulazak u EU bili su usporeni zbog spora oko te granice.
Pomorska granica između Bosne i Hercegovine i Hrvatske uređena je 1999., ali ostalo je još nekoliko pitanja oko poluotoka Klek i dva otočića. Granica Hrvatske i Crne Gore bila je sporna kod Kotorskog zaljeva i na poluotoku Prevlaka. Spor je nastao zbog jugoslavenske okupacije poluotoka tijekom Domovinskog rata. Poluotok je kasnije predan u nadzor UN-ovim promatračima koji su se tamo zadržali do 2002. godine. Hrvatska je zauzela to područje dogovorom s Crnom Gorom.

## Gospodarstvo

### Ribarstvo
U Jadranskom moru je 2000. godine ulov ribe dosegao 110 000 tona žive vage. Jedan od najvećih problema je pretjeran izlov i čime su mnoge vrste ugrožene (primjerice zubatac, škarpina, grdobina mrkulja, šanpjer (riba Kovač)), skuša, kostelj, cipal, trilja, škamp, kao i oslić i sardina. Ribarske mreže ubijaju i zapletene kornjače i dobre dupine. Kako bi se očuvala brojnost ribe, 2003. je predstavljen ZERP, ali je njegova primjena za zemlje EU ukinuta 2004. čime je izgubio smisao.
Talijanski ribari ulove najveći dio ribe, s ukupnim ulovom 465 637 tona 2007. godine. Od ukupnog ulova, tijekom 2003. 28,8 % bilo je iz Sjevernog i Srednjeg Jadrana i 24,5 % iz Južnog Jadrana i Jonskog mora. Talijansko ribarstvo zapošljava 60 700 ljudi u primarnom sektoru, uključujući i one ribare koji djeluju izvan Jadrana. Od ukupnog ulova, 40 % dolazi iz akvakulture. Ukupna bruto vrijednost ulovljene ribe 2002. iznosi 2 milijarde američkih dolara.
Hrvatski ulov i proizvodnja je 2007. dosegnula 53 083 tona. U 2006. ukupan hrvatski ulov je bio 37 800 tona uz 14 200 tona iz uzgoja. Hrvatsko ribarstvo zapošljava oko 20 000 ljudi. Tijekom 2006. morski ulov ribe u hrvatskim vodama činile su sardine (44,8 %), inćuni (31,3 %), tune (2,7 %), ostala plava riba (4,8 %), oslići (2,4 %), cipli (2,1 %), ostale ribe (8,3 %), rakovi (ponajviše jastozi i škampi) (0,8 %), školjke (0,3 %), sipe (0,6 %), lignje (0,2 %), hobotnice i ostali glavonošci (1,6 %). Hrvatska morska akvakulturna proizvodnja čini pretežno tuna (47,2 %), školjke (28,2 %) i basa i deverika (zajedno 24,6 %).
Albanski ribari su 2007. godine ulovili 7505 tona ribe, uključujući i akvakulturnu proizvodnju, koja je dosegnula 1970 tona 2006. godine. U istom razdoblju, Slovenski su ribari ulovili 2500 tona s 55 % proizvodnje u akvakulturama, što predstavlja najviši omjer u Jadranu. Crnogorski ribari su iste godine ulovili 911 tona, sa samo 11 tona uzgojenim u akvakulturama. Tijekom 2007. godine, ribarska proizvodnja u Bosni i Hercegovini dosegnula je 9625 tona.

### Turizam
Zemlje koje imaju izlaz na Jadransko more značajna su turistička odredišta. Najveći broj noćenja turista u regiji ima Italija, osobito regija Veneto (oko Venecije). Slijede ju regija Emilija-Romanja i hrvatske županije. Hrvatski turističke objekte čini 21 000 morskih luka i pristaništa, a nautičke turiste privlače različite vrste zaštićenih morskih i priobalnih područja.
Sve zemlje uz obalu Jadrana, osim Albanije i Bosne i Hercegovine sudjeluju u programu Plava zastava koji certificira marine i plaže koje zadovoljavaju stroge standarde kvalitete uključujući zaštitu okoliša, kvalitetu vode, sigurnost i razinu turističke usluge. Do 30. siječnja 2013, Plavom zastavom su nagrađene 103 talijanske Jadranske plaže i 29 marina, 116 hrvatskih plaža i 19 marina, 7 slovenskih plaža i 2 marine i 16 crnogorskih plaža. Turizam na Jadranu značajan je izvor prihoda zemlje, osobito Hrvatske i Crne Gore. Izravni prihod od troškova putovanja i turizma 2011. u Hrvatskoj iznosi 5,1 % BDP-a, s ukupnim industrijskim doprinosom od 12,8 % BDP-a. Za Crnu Goru, izravan prihod od turizma iznosi 8,1 % BDP-a, s ukupnim doprinosom gospodarstvu od 17,2 % crnogorskog BDP-a.
Turizam u Hrvatskoj u posljednje vrijeme bilježi veći rast od drugih zemalja na Jadranu.
| Turizam na Jadranu | Turizam na Jadranu         | Turizam na Jadranu | Turizam na Jadranu | Turizam na Jadranu |
| Država | Regija                     | CAF kreveti*       | Hotelski kreveti   | Prenoćišta         |
| --- | -------------------------- | ------------------ | ------------------ | ------------------ |
| Albanija | —                          | —                  | —                  | 2 302 899          |
| Bosna i Hercegovina | općina Neum                | oko 6000           | 1810               | 280 000            |
| Hrvatska | Jadranska Hrvatska         | 411 722            | 137 561            | 34 915 552         |
| Italija | Furlanija-Julijska krajina | 152 847            | 40 921             | 8 656 077          |
| Italija | Veneto                     | 692 987            | 209 700            | 60 820 308         |
| Italija | Emilija i Romanja          | 440 999            | 298 332            | 37 477 880         |
| Italija | Marke                      | 193 965            | 66 921             | 10 728 507         |
| Italija | Abruzzo                    | 108 747            | 50 987             | 33 716 112         |
| Italija | Molise                     | 11 711             | 6383               | 7 306 951          |
| Italija | Apulija**                  | 238 972            | 90 618             | 12 982 987         |
| Crna Gora | —                          | 40 427             | 25 916             | 7 964 893          |
| Slovenija | obalne općine              | 24 080             | 9330               | 1 981 141          |
| *Kreveti u svim kolektivnim smještajnim objektima; uključuje hotelske krevete za koje postoje odvojene brojke **Uključuje i jadransku i jonsku obalu |                            |                    |                    |                    |

### Prijevoz
Na obalama Jadranskoga mora nalazi se ukupno 19 luka u četiri različite države, koje zajedno mogu primiti više od 1 000 000 tona tereta godišnje. Najveće teretne luke među njima su u talijanskom Trstu, Veneciji, Ravenni, slovenskom Kopru, te hrvatskoj Rijeci. Najveće putničke luke u Jadranskom moru nalaze se u hrvatskom Splitu i talijanskoj Anconi. U drugim državama, među bitnije luke spadaju Bar kao najveća crnogorska, odnosno Drač kao najveća albanska luka. Godine 2010. sjevernojadranske luke u Trstu, Veneciji, Ravenni, Kopru i Rijeci osnovale su Udruženje luka Sjevernog Jadrana s ciljem ostvarivanja boljeg položaja u transportnom sustavu EU.
| Glavne jadranske luke* | Glavne jadranske luke* | Glavne jadranske luke* | Glavne jadranske luke* |
| Luka | Država                 | Tonaža tereta          | Broj putnika           |
| --- | ---------------------- | ---------------------- | ---------------------- |
| Ancona | Italija                | 10 573 000             | 1 483 000              |
| Bari | Italija                | 3 197 000              | 1 392 000              |
| Barletta | Italija                | 1 390 000              | -                      |
| Brindisi | Italija                | 10 708 000             | 469 000                |
| Chioggia | Italija                | 2 990 000              | -                      |
| Drač | Albanija               | 3 441 000              | 770 000                |
| Koper | Slovenija              | 17 051 000             | 100 300                |
| Manfredonia | Italija                | 1 277 000              | -                      |
| Monfalcone | Italija                | 4 544 000              | -                      |
| Ortona | Italija                | 1 340 000              | -                      |
| Ploče | Hrvatska               | 5 104 000              | 146 000                |
| Porto Nogaro | Italija                | 1 475 000              | -                      |
| Rabac | Hrvatska               | 1 090 000              | 669 000                |
| Ravenna | Italija                | 27 008 000             | -                      |
| Rijeka | Hrvatska               | 15 441 000             | 219 800                |
| Split | Hrvatska               | 2 745 000              | 3 979 000              |
| Trst | Italija                | 39 833 000             | -                      |
| Venecija | Italija                | 32 042 000             | 1 097 000              |
| *Uključuje luke s više od milijun tona tereta ili milijun putnika godišnje. Izvori: Nacionalni institut za statistiku (podaci iz 2007., talijanske luke, napomena: Luka Ancona uključuje Anconu i Falconaru Marittimu; putnički promet ispod 200 000 nije naveden), Hrvatski zavod za statistiku (podaci iz 2008., hrvatske luke, napomena: Luka Rijeka uključuje terminale Rijeku, Bakar, Bršicu i Omišalj; Luka Ploče uključuje terminale Ploče i Metković), Dračka komora za trgovinu i industriju – Albanija (podaci iz 2007., Luka Drač), SEOnet (podaci iz 2011., Luka Kopar) |                        |                        |                        |

### Ugljikovodici
Energetske tvrtke temeljem podataka koje je prikupila norveška tvrtka Spectrum i INA, smatraju da se u jadranskom podmorju nalaze velika ležišta ugljikovodika pogodnih za eksploataciju. Dana 2. travnja 2014. Vlada RH otvorila je javno nadmetanje za istraživanje i eksploataciju nafte i plina u hrvatskom dijelu jadranskog podmorja. Natječaj je zatvoren 3. studenoga 2014. Na otvaranju javnog nadmetanja u travnju bilo je predstavnika 40-ak energetskih tvrtki: Exxon, Gazprom, Lukoil, Total, Ina, RWE, Edison, Turkish Petroleum, Hellenic Petroleum, Petroceltic, Hunt Oil, JP Nippon i dr. Natječaj je u djelokrugu ministarstva gospodarstva. Ponuđeno je 29 istražnih polja, površine od 1000 do 1600 četvornih kilometara. Osam istražnih polja je na Sjevernom Jadranu, a dvadeset i jedno na Srednjem i Južnom Jadranu. Ministarstvo procjenjuje da bi ovisno o polju istraživanja potencijalnih nalazišta nafte i plina u Jadranu trajala od dvije do pet godina.
Ponude će biti procijenjene prema onome što su ponuđači ponudili o predloženom programu minimalnog ulaganja u seizmička istraživanja, broju predloženih rudarskih radova bušenja i istražnih bušotina te o drugim istraživanjima, kao i naknadi za potpis ugovora. 70-postotni udio u ocjeni ponude odnosi se na inicijalno trogodišnje istražno razdoblje, kad se najviše vrednuje broj bušotina. 20 posto ocjene ponude nose podaci iz ponude za drugo inicijalno istražno razdoblje od dvije godine. U tom razdoblju najvažniji je broj bušotina. S 10 posto u procjeni ponude sudjeluje naknada za potpis ugovora.
Projektu eksploatacije su se suprotstavila eko udruženja, Oceanografski institut, Klub nezavisnih vijećnika s Jadrana i dr.

## Vanjske poveznice

### Sestrinski projekti
|  | Zajednički poslužitelj ima stranicu o temi Jadransko more    |
|  | Zajednički poslužitelj ima još gradiva o temi Jadransko more |

### Mrežne stranice
- (engl.) Satelitske slike i karta Jadranskog mora iz GeaBios GIS Public Service
- (engl.) Vremenska prognoza istočne obale iz GeaBios GIS Public Service
- (hr) Temperatura Jadranskog mora